# 老港正傳
《老港正傳》，原名《老左正傳》，是一部2007年香港電影，由趙良駿執導，黃秋生、鄭中基、毛舜筠、莫文蔚、岑建勳與鮑起靜飾演。電影以四十天拍成，講述一對香港夫婦在香港四十年的故事，而創作人曾經表明其創作態度：「一切均不過打算以浮光掠影的方法跳接，沒有任何深入探討的企圖。」，但有評論指出影片以香港左派為主幹，卻沒有提及文革浩劫、中英談判、八九民運等事件，未能真正反映一代左派的心路歷程。

## 劇情
左向港在香港左派戲院銀都戲院擔當放映員，對生活都一直抱懷理想。他與在旁經營小賣部的陸佑政見有所不同，繼而兩人關係交惡；然而兩人的妻子卻保持著頗深的友情，他們倆的兒子左忠、女兒思敏更互相萌起愛意。生活上的挫敗影響到孩子們的愛情，左忠與思敏最後分手收場，但始終藕斷絲連。後來的金融風暴使女方的事業有所損失，而急功近利的左忠也生意失敗，另一方面跟向港的矛盾越來越多。最後向港妻子病倒床上，臨終前對家人叮嚀和期盼使兩父子痛哭抱頭，父子倆的感情又再重新建立。左忠決定要和思敏一同去創一番事業，而兩人又再次愛情復熾。向港工作的戲院重建結業，自己也因此退休，走到人生上一個新的階段。

## 演員
- 黃秋生 飾 左向港
- 鄭中基 飾 左忠
- 毛舜筠 飾 陳秀英
- 莫文蔚 飾 陸敏
- 鮑起靜 飾 李彩霞
- 岑建勳 飾 陸佑
- 連　凱 飾 周家俊
- 羅芷晴 飾 陸敏（童年）
- 何詩韻 飾 戲院員工

## 主題曲
星光伴我心
- 粵語版和國語版
- 作曲：金培達
- 填詞：陳少琪
- 主唱：鄭中基

## 獎項
| 獎項                                          | 類別                                          | 名字                                               | 結果 |
| --------------------------------------------- | --------------------------------------------- | -------------------------------------------------- | ---- |
| 第26屆中國電影金雞獎                          | 最佳女配角                                    | 莫文蔚                                             | 提名 |
| 第27屆香港電影金像獎                          | 最佳女配角                                    | 莫文蔚                                             | 提名 |
| 第27屆香港電影金像獎                          | 最佳男配角                                    | 鄭中基                                             | 提名 |
| 第27屆香港電影金像獎                          | 最佳女主角                                    | 毛舜筠                                             | 提名 |
| 第27屆香港電影金像獎                          | 最佳原創電影歌曲                              | 《星光伴我心》 唱：鄭中基、 曲：金培達、詞：陳少琪 | 提名 |
| 2007年电影频道传媒大奖 - 最具流行潜力电影歌曲 | 2007年电影频道传媒大奖 - 最具流行潜力电影歌曲 | 《星光伴我心》 唱：鄭中基、 曲：金培達、詞：陳少琪 | 獲獎 |
| 第12屆中國電影華表獎                          | 對外合拍片獎                                  | 老港正傳                                           | 獲獎 |
| 2007年演藝動力大獎                            | 最突出電影女演員                              | 毛舜筠                                             | 獲獎 |
| 第14屆香港電影評論學會大獎                    | 最佳女演員                                    | 毛舜筠                                             | 提名 |
| 第14屆香港電影評論學會大獎                    | 最佳男演員                                    | 黃秋生                                             | 提名 |

## 外部連結
- 開眼電影網上《老港正傳》的資料（繁體中文）
- 豆瓣电影上《老港正傳》的資料 （简体中文）
- 时光网上《老港正傳》的資料（简体中文）
- AllMovie上《老港正傳》的资料（英文）
- 爛番茄上《老港正傳》的資料（英文）
- 香港影庫上《老港正傳》的資料（繁體中文）
- 互联网电影数据库（IMDb）上《老港正傳》的资料（英文）